# Jeanne Cordelier
Jeanne Cordelier, född Danielle Coudert 1944 i Paris, numera Danielle Valdelin, är en pseudonym för en fransk författare och dramatiker, som länge levde och verkade i Sverige. Hon är numera åter bosatt i Frankrike.

## Biografi
Tre veckor efter födelsen under andra världskriget placerades Jeanne Cordelier på den franska landsbygden hos sin mormor och hennes man, båda alkoholister. Återbördad till föräldrarna efter ett sexuellt övergrepp av mormoderns man, bodde hon med två (som med tiden blev fem) syskon i en trång lägenhet i Malakoff, en förort till Paris. Båda föräldrarna led av mentala problem och alkoholism, fadern satt ofta i fängelse och modern placerade barnen vid olika institutioner. Jeannes skolgång blev alltsomoftast avbruten för turer till katolska sanatorier och anstalter, vilket ledde till att hon aldrig fick någon grundutbildning. Hon är en verklig autodidakt.
Trots att inga böcker fanns i föräldrahemmet, hittade Jeanne tidigt vägen till poesi och litteratur. Hon läste allt hon kom över med hjälp av grannar, soptunnor och annat. Hennes ungdom märktes av faderns sexuella övergrepp. En långvarig incest som senare ledde henne till prostitution. Efter åren av prostitution levde hon i Belgien, Italien, USA och Kanada, där hon påbörjade sitt verk som författare.
Hennes litterära debut med La Dérobade 1976 blev en kritikersuccés och en storsäljare i Frankrike och internationellt. Romanen filmatiserades i regi av Daniel Duval och med Miou-Miou i huvudrollen. Året efter debuten mötte hon sin blivande svenske make. Hon bosatte sig i Sverige i december 1979 och i januari 1980 gifte hon sig i rådhuset i Stockholm med Jan Valdelin, som 1983 blev förläggare för Interculture. Mindre än en månad därefter föddes hennes son.
Under tiden i Sverige skrev och publicerade Jeanne Cordelier åtta böcker på franska. Många översattes till svenska och fick ett gott mottagande av svenska litteraturkritiker. Hon var också aktiv som rådgivare till förlaget Interculture, som gav ut fransk litteratur i svensk översättning. Hennes fyra teaterpjäser skrevs under tiden i Sverige. Qui est Farid uppfördes 1987 under titeln Vem är Farid? av Radioteatern i regi av Britt Edwall. Ett samarbete mellan Stockholms stadsteater och Teater Galeasen ledde till uppsättningen av Ängla-Camille på Stadsteaterns lilla scen i regi av Johan Bergenstråhle 1989. Samma pjäs har uppförts i Finland, Danmark och Albanien. Översättningen till albanska gjordes av Fatos Kongoli och pjäsen iscensattes på Albaniens nationalteater 2004.
1997 började hennes man arbeta i Vietnam, vilket gjorde att de tillsammans lämnade Sverige. Efter Vietnam följde Etiopien och Albanien. Under dessa år förlorade hon kontakt med franska förlag och blev utan fast förläggare. Sedan 2004 är hon bosatt i regionen Lot et Garonne i sydvästra Frankrike. Återutgivningen av La Dérobade 2007 ledde till att hon nu har ett bra förlag igen. Hennes självbiografiska bok med titeln Reconstruction utkom i mars 2010 i Frankrike.

### Romaner
- La Dérobade, Hachette, 1976, ISBN 2-01-002745-0
- (svenska)Utbrytningen, Norstedts, 1981, ISBN 91-1-812022-9, översättning Lennart Linder
- (svenska)Utbrytningen, Elisabeth Grate, 2011, ISBN 978-91-86497-09-5, översättning Maria Björkman
- La Passagère, Hachette/Mazarine, 1981, ISBN 2-01-004950-0
- (svenska)Saras resa, Norstedts, 1982, ISBN 91-1-822312-5, översättning Jan Valdelin
- Premier bal, med Julien Bigras, Hachette, 1981, ISBN 2-01-008121-8
- (svenska)Tystnad om jag får be, Interculture, 1985, ISBN 91-86608-03-7, översättning Jan Valdelin
- Chez l’Espérance, Hachette, 1982, ISBN 2-01-008715-1
- (svenska)Chez l'Espérance, Norstedts, 1984, ISBN 91-1-842172-5, översättning Jan Valdelin
- Malparade, Hachette, 1985, ISBN 2-01-009447-6
- (svenska)Vargen till mötes, Interculture, 1986, ISBN 91-86608-13-4, översättning Jan Valdelin
- Sang et Plumes, Hachette, 1987, ISBN 2-01-011462-0; nouvelle édition Booksurge 2006, ISBN 978-1419630842
- (svenska)Blod och fjädrar, Interculture, 1987, ISBN 91-86608-27-4, översättning Jan Valdelin
- À l’Arraché, Lattès, 1990, ISBN 978-2709609104
- La Mort de Blanche-neige, Éditions Stock, 1993. ISBN 978-2234025929
- La Passion selon Gatien, Éditions Stock, 1995. ISBN 978-2234045064
- Du riz aux larmes, Publibook, 2000
- Descendre à Bonne Nouvelle, Alteredit, 2001 et 2004, ISBN 978-2846330732
- L’Instruit, Alteredit, 2003. ISBN 978-2846330534
- Hanoi Blues, Alteredit, 2005. ISBN 978-2846330725
- Les Aventures de H, sans manches, BookSurge, 2005, ISBN 978-1419622366
- La Dérobade, Phébus, 2007, ny utgåva, ISBN 978-2752902634
- Reconstruction, Phébus, 2010, ISBN 978-2752904362
- (svenska)Vidare, Elisabeth Grate, 2012, ISBN 978-91-86497-16-3, översättning Maria Björkman* Escalier F, Phébus, 2012, ISBN 978-2-7529-0754-7

### Teaterpjäser
- Qui est Farid ?, 1986
- Camille des Anges, 1987 (Översättningar: till svenska av Lars Bjurman och till albanska av Fatos Kongoli)
- La Porte du Chien, 1988
- (svenska)Ängla-Camille, Interculture och Teater Galeasen, 1989, ISBN 91-86608-50-9 (översättning av Camille des Anges)
- La Gloire de la Poste, 1991

### Artiklar och noveller
- Un relent de néant, Libération, 26 november, 1976
- La Louve du Capitole, Interprétation, n° 21, 1978, ISSN 0705-1387
- Entretien avec Jacqueline Aimé, La peur d'aimer, Jacqueline Aimé, Olivier Orban, 1978, ISBN 2-85565-078-X
- Les Camps du plaisir, France Magazine, n° 12, 1979
- La Femme aux mille noms, Écrivains contemporains, Jean Royer, Éditions de l’Hexagone, 1982, ISBN 2-89006-198-1
- Le Secours de mon Cor, 100 Idées, 1987
- (svenska) Tråden, Ankan, Vol. 1 :1, 1988, översättning Jan Valdelin
- (svenska) Ett beklagligt missförstånd, Ackord, 1991, översättning Jan Valdelin
- Lettre à Jacques Bofford, Le temps d’une lettre, Jacques Bofford, Éditions de Magrie, 1992, ISBN 2-909434-10-9
- L’Enfant porteur, Nervure, Tome V, n° 8, 1992, ISSN 0988-4068
- (svenska)Rätten till kärlek, Barnets bästa, En mångkulturell antologi, IKC, 1993, översättning Jan Valdelin
- Le Majeur droit, Mémoires d'enfance, Ouvrage collectif publié sous la direction de Catherine Enjolet, Éditions Phébus, 2008, ISBN 978-2-75-290365-5
- Elle attendait dimanche, Psychologies, Hors-Série, juli-augusti 2010, n° 15, p. 60
- En marchant, La ville qui est en nous, Ouvrage collectif, Voix d'encre, 2010, ISBN 978-2351280621
- Matrice, Ce qu'île dit, Ouvrage collectif, Bacchanales No 46, Revue de la Maison de la poésie Rhône-Alpes, p. 65 ISBN 978-2-918238-05-8
- La voleuse d'images, Ainsi va la nuit, Ouvrage collectif, Voix d'encre, 2011, ISBN 978-2351280737